# SP-176
A SP-176 é uma rodovia radial do estado de São Paulo, administrada pelo Departamento de Estradas de Rodagem do Estado de São Paulo (DER-SP).

## Denominações
Recebe as seguintes denominações em seu trajeto:
Nome:	Estrada Pedreira Alvarenga (Diadema)
Nome:	Estrada do Acampamento dos Engenheiros (São Bernardo do Campo)
- De - até:	Divisa São Paulo / Diadema - Acampamento Engenheiros

## Descrição
Principais pontos de passagem: Divisa SP/Diadema - Acamp. Engenheiros

## Características

### Extensão
- Km Inicial: 21,000
- Km Final: 25,300

### Localidades atendidas
- Diadema
- São Bernardo do Campo